# NGC 6334
座標:  17h 19m 58s, −35° 57′ 47″
NGC 6334（Sh2-8）は、さそり座の散光星雲である。1837年に南アフリカの喜望峰からジョン・ハーシェルによって発見された。日本では、出目金星雲や猫の足星雲と呼ばれる事がある。